# Ana Vitória Magalhães
Ana Vitória Gouvea Vieira Almeida Magalhães, mais conhecida como Ana Vitória Magalhães ou Tota Magalhães (Rio de Janeiro, 24 de outubro de 2000), é uma ciclista brasileira que compete nas modalidades de ciclismo de estrada e ciclismo de pista. Em 2025, Magalhães se tornou a primeira brasileira da história a competir no Tour de France feminino, a principal competição de ciclismo de estrada no mundo. Ademais, ela já competiu em três edições (2023, 2024, 2025) tanto do Giro de Itália Feminino quanto da La Vuelta Femenina, se tornando também a única ciclista brasileira a participar das três principais provas do ciclismo de estrada no mundo.
Além de já ter participado de diversas outras provas tradicionais do ciclismo de estrada no mundo, Magalhães também já foi campeã brasileira de ciclismo de estrada, em 2023, e de ciclismo contrarrelógio, em 2024. Além de ter representado o Brasil na prova de ciclismo de estrada nos Jogos Olímpicos de Verão de 2024.

## Início da vida
Ana Vitória Gouvea Vieira Almeida Magalhães nasceu no Rio de Janeiro, em 24 de outubro de 2000, em uma família que já era ligada aos esportes e ao ciclismo. Durante sua infância e adolescência, Magalhães chegou a praticar o futebol, jogando na posição de atacante. Aos 15 anos de idade, resolveu se dedicar ao ciclismo e começou a treinar de forma mais séria. Aos 18 anos, encontrou o treinador de vôlei Bernardinho em uma competição no Sul de Minas Gerais. Uma conversa com ele foi o pontapé que faltava para que ela decidisse se dedicar profissionalmente ao ciclismo de estrada.

## Carreira
Desde o início de sua carreira, Magalhães já se destacava nas categorias de base do ciclismo brasileiro. Em 2021, ela venceu tanto o Campeonato do Brasil de Ciclismo em Estrada quanto o Campeonato do Brasil de Ciclismo Contrarrelógio, na modalidade Sub-23. No ano seguinte, ela voltaria a vencer as duas competições, se sagrando bicampeã brasileira Sub-23 de estrada e de contrarrelógio. Nesse mesmo ano, Magalhães foi contratada pela Soltec Team, uma equipe espanhola de ciclismo de estrada que compete no segundo escalão do ciclismo mundial. Foi por essa equipe que ela disputou suas primeiras competições profissionais fora da América Latina, incluindo o "Challenge by La Vuelta", uma espécie de protótipo da La Vuelta Femenina, a versão feminina de uma das principais competições de ciclismo de estrada do mundo. Essa foi a primeira grande competição internacional da carreira da ciclista brasileira.
Em 2023, Magalhães foi contratada pela Bizkaia–Durango, outra equipe espanhola que, assim como a Soltec Team, também competia no segundo escalão do ciclismo mundial. Pela equipe, ela disputou inúmeras competições internacionais importantes, incluindo a La Vuelta Femenina e seu primeiro Giro de Itália Feminino. Além disso, Magalhães também disputou pela Bizkaia–Durango o Tour Féminin International des Pyrénées, a Volta à Andaluzia feminina, a Volta a Burgos Féminas e a Volta Comunitat Valenciana Fèmines. Nesse mesmo ano, apesar de passar boa parte da temporada competindo na Europa, ela ainda voltou a competir no Brasil, onde venceu o Campeonato do Brasil de Ciclismo em Estrada e terminou em quarto lugar no Campeonato do Brasil de Ciclismo Contrarrelógio.
No ano seguinte, 2024, com o fim da Bizkaia–Durango, Magalhães assinou com a italiana BePink. Pela BePink, Magalhães disputou seu segundo Giro de Itália Feminino e sua segunda La Vuelta Femenina. Além de também voltar a disputar provas europeias importantes, como a Volta a Burgos Féminas, a Volta à Andaluzia e a Volta Comunitat Valenciana Fèmines. Ainda nesse mesmo ano, a brasileira disputou também o Trofeo Ponente in Rosa, na Itália e provas na Bélgica, França e Suíça. Magalhães ainda representaria o Brasil na prova de ciclismo de estrada nos Jogos Olímpicos de Verão de 2024, terminando na 74ª posição. Além disso, ela ainda venceria o Campeonato do Brasil de Ciclismo Contrarrelógio pela primeira vez em sua carreira.

### Tour de France feminino
Em 2025, Magalhães assinou com a equipe espanhola Movistar, a primeira equipe UCI World Tour feminino de sua carreira. Com isso, a brasileira passou a competir na elite do ciclismo de estrada mundial. Pela equipe, ela correu novamente na La Vuelta Femenina e no Giro de Itália Feminino. A terceira participação oficial da brasileira nessas duas competições. Ainda nesse mesmo ano, a ciclista foi escolhida para integrar a equipe de sete atletas que correriam pela Movistar no Tour de France feminino daquele ano. Essa seria a primeira participação de Magalhães na prova mais importante e tradicional do ciclismo mundial. Ao largar na primeira etapa da prova, em 26 de julho de 2025, Magalhães se tornou a primeira brasileira a participar de uma edição do Tour de France feminino. A brasileira Cláudia Carceroni Gilles, havia participado em 1989 do "Tour de France Féminin", uma prova existente durante os anos 1980 e que era uma tentativa de se criar uma versão feminina do Tour de France.
A princípio, Magalhães seria gregária de Marlen Reusser, atleta suíça que lideraria a Movistar na competição. O papel do gregário é dar apoio e auxiliar o líder da equipe que é quem competirá na "classificação geral", que é a principal classificação do Tour de France. No entanto, ainda na primeira etapa da competição, ocorrida em 26 de julho, Reusser se envolveu em um acidente envolvendo uma de suas companheiras de equipe, a alemã Liane Lippert, e diversas outras atletas. O acidente fez com que Reusser ficasse para trás e não conseguisse mais alcançar o pelotão. Com isso, a suíca que já vinha sofrendo de problemas gastrointestinais decidiu abandonar a competição.
Sem uma líder para competir pela principal classificação do Tour de France, as integrantes restantes da Movistar tiveram liberdade para buscar objetivos individuais. Dessa forma, nas etapas seguintes da competição, uma a uma as ciclistas da equipe saíram em fugas, afim de tentarem vencer etapas do Tour de France, já que esse passou a ser o principal objetivo da Movistar na competição. Na quarta etapa da competição, ocorrida no dia 29 de julho, foi a vez de Magalhães participar da fuga em busca de uma possível vitória na etapa. A primeira a conseguir escapar na fuga nesse dia foi a holandesa Maud Rijnbeek, da equipe VolkerWessels Cycling Team. No entanto, logo a alemã Franziska Koch e a brasileira Tota Magalhães se juntaram a ela.
As três seguriam juntas na fuga por algum tempo até que Rijnbeek não aguentou o ritmo de Koch e Magalhães e ficou para trás. Com isso, a brasileira e a alemã seguiram juntas por 74km de prova, até que faltando 4km para o fim da etapa as duas foram finalmente alcançadas pelo pelotão. A etapa acabou sendo vencida pela ciclista holandesa Lorena Wiebes, da equipe Team SD Worx. No entanto, com a fuga, Magalhães somou 20 pontos em um dos sprints da etapa e mais dois pontos ao vencer um sprint de montanha. Com isso, a brasileira somou seus primeiros pontos na competição, ficando na 21ª posição na classificação por pontos e se colocando entre as 10 primeiras colocadas na classificação de montanha. Com o resultado, Magalhães se tornou também a primeira brasileira a marcar pontos no Tour de France feminino.
Além disso, Magalhães terminou a nona (e última) etapa do Tour de France feminino de 2025 na 23ª posição, sua melhor colocação em uma competição UCI World Tour feminino. A brasileira terminou a competição na 74ª posição da classificação geral, na 20ª posição da classificação de montanha e na 44ª posição da classificação por pontos.